# Флавій Євсебій (консул 347 року)
Флавій Євсебій (*Flavius Eusebius, д/н — бл. 351) — державний і військовий діяч Римської імперії.

## Життєпис
За походженням був македонянином. Народився у Фессалоніках. Обрав військову кар'єру. За часів імператора Констанція II дослужився до посад магістра піхоти і магістра кінноти. На цих посадах відзначився у війні проти держави Сасанідів, зокрема підтримав царя вірменського Тирана у боротьбі зі знаттю. За цим отримав титул коміта імператора.
347 року призначається консулом (разом з Вулкацієм Руфіном). Брав участь у кампанії 351 року проти узурпатора Магненція, що захопив владу на заході. Ймовірно, загинув у битві при Мурсі або помер невдовзі після неї.

## Родина
- Флавій Євсебій, консул 359 року
- Флавій Гіпатій, консул 359 року
- Євсебія, дружина імператора Констанція II